# Thaksinthelphusa
Thaksinthelphusa is een geslacht van kreeftachtigen uit de klasse van de Malacostraca (hogere kreeftachtigen).

## Soort
- Thaksinthelphusa yongchindaratae (Naiyanetr, 1988)